# Taraxacum acromaurum
Taraxacum acromaurum — вид трав'янистих рослин родини Айстрові (Asteraceae), поширений в Ісландії, о. Ян-Маєн, о. Ведмежий (арх-г. Шпіцберген).

## Таксономічні примітки
T. acromaurum і T. cymbifolium раніше вважалися синонімами, але належать, згідно з Lundevall & Øllgaard (1999) до двох різних видів. Т. cymbifolium обмежується Ісландією та Скандинавією.

## Опис
Це багаторічні трав'янисті поодинокі або слабо колоніальні рослини з одним білим стрижневим коренем. Кожен каудекс закінчується прикореневою розеткою на рівні землі з 5–8(10) листками. Розетка листя 15–30 см у діаметрі. Вся рослина безволоса. Листя 6–18 × 1.5–3 см, із крилатим черешком в 1/3–1/4 всієї довжини листа. Листки гострі, з різко зубчастими лопатями, кінці лопатей зазвичай трикутної форми; зелені з широкими блідо-рожевими серединними жилами. Суцвіття — одна верхівкова головка 2–3 см шириною. Зовнішніх приквітків 12–18, 6–8 × 2.5–3.5 мм, вузько трикутні або довгасті з від злегка розширеною до тупої вершиною. Внутрішніх приквітків 10–20, 18–22 × 2.5–3.5 мм, притиснуті, вузько трикутні. Квітколоже плоске. Квіти моносиметричні. Віночки жовті. Плід ділиться на тіло, вузько циліндричний дзьоб з конічним потовщенням біля основи і чубком. Плодове тіло 4–5 × 0.8–1.1 мм, вузько зворотно-яйцювате, тьмяно-солом'яного кольору з дрібними ребрами, дзьоб 6–8 мм, чубчикові промені 6–7 мм, білі.

## Поширення
Ісландія, Ян-Маєн, о. Ведмежий (арх-г. Шпіцберген). Присутність цього виду тільки на досить ізольованих островах вказує на ефективний механізм розсіювання.
Населяє вологі пустища і луки, а також на рудеральні землі (смітники, пустирі). Ймовірно, байдужий до реакції ґрунту (рН).

## Відтворення
Безстатеве розмноження насінням; дуже локальне вегетативне розмноження шляхом фрагментації кореневища. Плоди легко поширюються вітром через наявність чубчика.